# 권재곤
권재곤(1961년 9월 19일 ~ )은 대한민국의 축구 선수이며, 포지션은 미드필더이다.